# 读书亭
读书亭，位于中国广东省惠州市惠阳区秋长镇周田村，为惠州市惠阳区文物保护单位，类型为古建筑，公布时间为2004年。
读书亭的历史年代为清代。